# Agrotis olivacea
Agrotis olivacea är en fjärilsart som beskrevs av Hartig 1924. Agrotis olivacea ingår i släktet Agrotis och familjen nattflyn. Inga underarter finns listade i Catalogue of Life.